# Galaxy Serie
La Galaxy Serie è una linea di action figure della casa produttrice di modellismo e giocattoli italiana Atlantic, commercializzata in diversi paesi (tra cui Francia, Germania, Italia e Spagna) a partire dal 1978 e fino a parte degli anni ottanta. 

## Caratteristiche
La linea di giocattoli comprende una serie formata complessivamente da sette personaggi in plastica o plastica e metallo, composti di diversi elementi e parzialmente snodati, calati in un universo di ambientazione fantascientifica spaziale. 
Oltre ai personaggi venivano commercializzati diversi accessori, tra cui diversi tipi di astronavi e altri veicoli, e un gioco da tavolo chiamato Cosmoscacchi, ispirato agli scacchi, che impiegava i quattro personaggi principali della serie come pedine. 
Ogni personaggio è composto da diverse parti in plastica di un colore casuale tra 10 tonalità base. Ad un certo punto la serie venne ribattezzata Galaxy Story e distribuita in confezioni che comprendevano brevi storie a fumetti con protagonista il personaggio venduto con essa. In seguito le cinque figure base vennero ridistribuite in versione "sparante", accompagnati da due nuove figure, prodotte solamente in quell'edizione, Hypnos e Sloggy.

## Edizioni
I personaggi della Galaxy Serie sono stati commercializzati in diversi tipi di confezione. A parte la speciale edizione dei Cosmoscacchi, furono realizzate quattro versioni.
- Edizione base, blu, con una finestra protetta da una copertina di acetato che consentiva di vedere il personaggio in trasparenza, quest'ultimo era multicolore;
- Edizione in kit di montaggio, in cui il personaggio era venduto disassemblato e monocolore (presumibilmente da dipingere), ed essendo snap together (ossia composto di parti che si innestano tra loro a pressione) non era necessario servirsi di una colla per unire i pezzi;
- Edizione Galaxy Story, la più costosa, di dimensioni maggiori e il kit di montaggio con due personaggi monocolore; la copertina si apriva a libro e conteneva una breve storia a fumetti;
- Edizione sparante, in cui veniva fornito un accessorio non disponibile nelle altre versioni, un'arma in grado di sparare proiettili. Solo per questa edizione furono commercializzati due personaggi supplementari: Hypnos e Sloggy.

### Altre edizioni
La Galaxy Serie è stata distribuita in vari paesi, oltre all'Italia, talvolta con nomi differenti sia della linea di giocattoli, sia dei personaggi che la compongono.
- In Francia (e anche in Italia negli ultimi mesi di vendita) i cinque personaggi principali della Galaxy Serie, vennero commercializzati come Universe Voyagers, venendo ribattezzati Sirius (Sky-Man), Andromeda (Sky-Girl), Altar (Humbot), Unuk (Zepthon), Mizar (Dynatlon). La confezione era una semplice bustina trasparente con cartoncino.[2]

- In Spagna le confezioni vennero ristampate dalla catalana Pique Juegetes e la linea ribattezzata Galaxia.[3]

## Personaggi
La serie Galaxy Serie comprendeva quattro personaggi principali (Sky-Man, Zepthon, Humbot e Dynatlon) commercializzati fin dal lancio della serie e relativamente comuni a cui venne affiancato in un primo tempo un personaggio femminile, Sky-Girl, e successivamente altri due personaggi alieni, Hypnos e Sloggy, e una serie di veicoli. Gli ultimi personaggi vennero messi in vendita successivamente e per un periodo più limitato, e che quindi rivestono oggi un maggiore interesse per i collezionisti.
- Sky-Man: è l'eroe principale della serie; è un "legionario cosmico" la cui missione è quella di proteggere la Terra e l'intero Universo da ogni minaccia, e in particolare dal supercattivo alieno Zepthon. Veniva venduto con cinque accessori: fucile laser, pistola laser, lanciamissili, elmetto e respiratore.

- Zepthon: è l'antagonista di Sky-Man; è un alieno umanoide dall'aspetto mostruoso, proveniente da un'altra dimensione e deciso a conquistare la Terra. Veniva venduto con quattro accessori: revolver laser, elmetto, bazooka laser e respiratore.

- Humbot: è il robot aiutante di Sky-Man il cui tronco, nella finzione, è in grado di volare separandosi dalle gambe. Veniva venduto con tre accessori: fotocamera laser, cerca-uranio e lanciamissili.

- Dynatlon: è il robot aiutante di Zephton, dotato di una forza sovrumana ma scarsa intelligenza. Veniva venduto con tre accessori: fucile laser, minicomputer e lanciamissili. È l'unico personaggio che necessita di viti nel montaggio.

- Sky-Girl: è la compagna di Sky-Man. Veniva venduto con quattro accessori: arco lanciarazzi, fucile laser, revolver laser e finto "neonato" esplosivo.

- Hypnos: è un alieno umanoide con le sembianze di un mostruoso uomo-formica; è neutrale rispetto alla guerra di Sky-Man e Zepthon. Il personaggio, oltre alle parti in plastica, era costruito con alcune parti in metallo, caratteristica unica per la serie. Hypnos fu commercializzato in un'unica edizione "sparante", con uno zaino dotato di due cannoni lancia-proiettili.

- Sloggy: è un alieno umanoide con le sembianze di un uomo-lumaca; come Hypnos, è neutrale rispetto alla guerra di Sky-Man e Zepthon. Sloggy fu commercializzato in un'unica edizione "sparante", con una catapulta con cui poteva lanciare tre "sfere distruttive".

## Veicoli
Dopo la prima serie di personaggi principali, Atlantic mise in commercio una serie di veicoli. La diffusione di questi giocattoli fu in alcuni casi molto limitata, per cui rappresentano pezzi di difficile reperibilità e ambiti dai collezionisti.
- Il principale veicolo di Humbot era il Disco volante, commercializzato nei colori rosso e blu, in plastica, di 40 cm di diametro. Nella cabina, protetta da una cupola trasparente, poteva essere alloggiato il personaggio di Humbot. Il disco è dotato di ruote e di un motorino a pila.

- L'Auto interstellare, anch'essa commercializzata nei colori blu o rosso, era un veicolo di forma simile a un caccia, anch'esso dotato di ruote e motorino a pila.

- Il Falcon era un'astronave a forma di avveniristico aereo da caccia dotato di lanciamissili, di 45 cm di lunghezza.

- Altri veicoli di Humbot comprendevano il Land Air e il Tempest. Il Land Air non era altro che un assemblaggio comprendente il Falcon montato sullo scafo di un carro armato Leopard (sempre Atlantic) in scala 1-32.

- Il Cygnus è un veicolo terrestre, grosso modo paragonabile a una motocicletta, pilotato da Sky-Man e dotato di lanciamissili.

- Lo Skorpion è un veicolo terrestre, simile a una biga trainata da un mostro quadrupede, che poteva alloggiare (in diversi scompartimenti) sia Zephton che Dynatlon.

- Il Supercar interceptor era un veicolo di terra in dotazione agli umani; non aveva però la possibilità di ospitare i personaggi della serie, bensì era dotato di due piloti montati assieme al modellino. Era lungo 25 cm.

## Cosmoscacchi
Oltre a vendere singolarmente i quattro personaggi principali, Atlantic realizzò un gioco da tavolo, vagamente ispirato agli scacchi, che li comprendeva come pedine.
All'interno della confezione, ripiegato in 4 parti, c'era il piano di gioco, una grande scacchiera, al centro vi era il "buco nero", una zona off limits, ai 4 lati si trovavano 4 personaggi con le loro armi, contrapposti tra loro tra terrestri Sky-Man e Humbot e gli alieni Zephton e Dynatlon. 
Il gioco si azionava a turno con una rotella di cartoncino fustellata che ruotata a dovere dava le indicazioni di spostamento del personaggio sulla scacchiera. Consisteva in una sorta di attacco e difesa, scopo del gioco era conquistare tutte le armi del nemico.